# Tutti innamorati
Tutti innamorati è un film del 1959 diretto da Giuseppe Orlandini.

## Trama
Giovanni Mazzanti, tecnico presso una centrale idroelettrica, è rimasto vedovo ancora giovane e ha un figlio di nome Libero che sta trascorrendo le vacanze estive a Mentana con gli zii. Deciso a conseguire la laurea in ingegneria per migliorare la propria posizione economica, conosce per caso in biblioteca Allegra Barberio, studentessa universitaria un po' scapestrata, figlia di un generale in pensione, che per vendicarsi di un suo rimprovero per aver danneggiato un libro ed essere stata costretta a risarcire il danno, decide di vendicarsi assieme ai suoi compagni fingendosi innamorata di lui. Sulle prime Giovanni non si accorge del gioco: se ne rende conto quando la ragazza è innamorata di lui sul serio.
Per una inattesa coincidenza Ferruccio, cognato disoccupato e scroccone di Giovanni, giunge a Roma insieme alla moglie che è stata assunta come balia dal cognato del generale. Allegra viene così a conoscenza dell'indirizzo e del numero di telefono di Giovanni, nonché della sua situazione familiare, che Ferruccio descrive come indigente per rimediare qualche soldo, coinvolgendo anche il figlioletto di Giovanni nella messinscena.
Anche Giovanni ricambia il sentimento di Allegra, ma la differenza di età ed il fatto di avere un bambino lo pone dinanzi a delle grosse responsabilità, per cui ritiene che la ragazza è troppo giovane, e decide di troncare la relazione. Per Allegra però ormai non esistono ostacoli insormontabili, ed ella ricorre agli stratagemmi più impensati per costringere Giovanni a tornare da lei.
Parallelamente alla vicenda sentimentale di Giovanni ed Allegra si svolge quella che ha per protagonisti Arturo, un compagno di lavoro di Giovanni, e Iolanda Bonocore, figlia di un suo collega e sua amica di infanzia. I due, pur volendosi bene da anni, non sono ancora fidanzati, perché Arturo preferisce non legarsi e condurre la sua vita libera e piena di avventure sentimentali. A un certo punto Iolanda, stanca di questa situazione, annuncia ad Arturo di essersi fidanzata con Giovanni. Arturo finge di esserne lieto; ma nel suo intimo sente un certo rammarico, poiché perderebbe per sempre l'affetto di Iolanda, alla quale ricorreva in momenti di crisi. Giovanni, per compiacere Iolanda, si presta al gioco; ma quando vede che Arturo è sinceramente innamorato della ragazza, mette l'amico di fronte alle sue responsabilità, e si tira indietro per poter consentire ad Arturo e Iolanda di coronare col matrimonio il loro sogno d'amore.